# Yoshij Grimm
Yoshij Grimm (* 1991) ist ein deutscher Synchron- und Hörspielsprecher und Schauspieler.

## Leben
Seinen ersten Auftritt vor der Kamera hatte Yoshij Grimm 2003 an der Seite von Jürgen Prochnow in dem Kinofilm Baltic Storm. Auf weitere Film- und Fernsehrollen folgten erste Sprechrollen. Er spricht Peter Shaw in der Die drei ??? Kids-Hörspielreihe und in den Kinofilmen Die drei ??? – Das Geheimnis der Geisterinsel (2007) und Die drei ??? – Das verfluchte Schloss (2009). Er ist unter anderem der Synchronsprecher von Nicklas Svale Andersen in der Der verlorene Schatz der Tempelritter-Filmreihe.
Im Juni 2014 hatte Grimm einen Motorradunfall und sitzt seitdem im Rollstuhl.

## Filmografie
- 2003: Baltic Storm
- 2004: SOKO Wismar (Fernsehserie, Folge Toter Winkel)
- 2004–2006: Der letzte Zeuge (Fernsehserie, 2 Folgen)
- 2004: Stefanie – Eine Frau startet durch (Fernsehserie, Folge Väter uns Söhne)
- 2005: Die Schokoladenkönigin
- 2005: Sperling (Fernsehserie, Folge Sperling und die Katze in der Falle)
- 2007: Schloss Einstein (Fernsehserie, Folge 437)
- 2007: Mitten im Leben (Fernsehserie, 9 Folgen)
- 2008: Deadline – Jede Sekunde zählt (Fernsehserie, Folge Mutprobe)
- 2008: R.I.S. – Die Sprache der Toten (Fernsehserie, Folge Zimmerservice)
- 2008: Frau Holle
- 2012: Fünfsechstel (Kurzfilm)

## Synchronarbeit (Auswahl)
Nicklas Svale Andersen
- 2006: Der verlorene Schatz der Tempelritter, Rolle: Mathias
- 2007: Der verlorene Schatz der Tempelritter 2, Rolle: Mathias
- 2008: Der verlorene Schatz der Tempelritter 3, Rolle: Mathias

Jonah Meyerson
- 2005: Mord und Margaritas, Rolle: 10-jähriger Junge
- 2006: Griffin & Phoenix, Rolle: Kirk Griffin

Nick Price
- 2007: Die drei ??? – Das Geheimnis der Geisterinsel, Rolle: Peter Shaw
- 2009: Die drei ??? – Das verfluchte Schloss, Rolle: Peter Shaw

Devon Graye
- 2005–2017: Bones – Die Knochenjägerin (Staffel 4 Folge 3 als Robbie Timmons)
- 2006–2007: Dexter, Rolle: Dexter (Teenager)

Carter Jenkins
- 2005: CSI: NY (Staffel 1 Folge 11 als Will Galanis)
- 2006: CSI: Miami (Staffel 5 Folge 1 als Ray Caine Jr.)